# Tubarão-martelo-panã
O tubarão-martelo-panã (nome científico: Sphyrna mokarran), também chamado popularmente tubarão-panã, cação-panã, cação-rodela, cambeva-pata, panã, panapaná ou panapanã, é a maior espécie de tubarão-martelo da família dos esfirnídeos (Sphyrnidae), podendo chegar a ter entre 4-6 metros de comprimento e pesar cerca de 230-450 quilos. É encontrado em águas tropicais e temperadas quentes no mundo todo, habitando áreas costeiras e a plataforma continental. Pode ser distinguido de outros tubarões-martelo pela forma de seu "martelo" (denominado "cefalofólio"), que é largo e com uma margem frontal quase reta, além de por sua altura e a barbatana dorsal em forma de foice.
Um nadador solitário e grande predador, o tubarão-panã se alimenta de uma grande variedade de presas que vão desde crustáceos e cefalópodes, a peixes, arraias e pequenos tubarões. Observações desta espécie em estado selvagem sugerem que as funções do cefalofólio serviam para imobilizar arraias, a presa favorita deste tubarão. Esta espécie tem um modo de reprodução vivíparo, tendo ninhadas de até 55 filhotes a cada dois anos.
Embora potencialmente perigoso, o tubarão-panã raramente ataca humanos. Às vezes se comporta inquisitivamente com mergulhadores e deve ser tratado com respeito. É muito pescado por suas grandes barbatanas, que são valiosas no mercado chinês por serem o principal ingrediente da sopa de barbatanas de tubarão. Consequentemente, grandes populações de tubarão-martelo estão diminuindo substancialmente em todo o mundo, e tem sido avaliada como ameaçados pela União Internacional para a Conservação da Natureza (UICN / IUCN).

## Etimologia
O nome vernáculo cação provavelmente foi construído com a aglutinação do verbo caçar e o sufixo -ão de agente. Foi registrado pela primeira vez no século XIII como caçon, e depois em 1376 como caçom e 1440 como caçõoes. Tubarão, por sua vez, tem origem obscura, mas pode derivar de alguma das línguas nativas do Caribe. Seu registro mais antigo ocorre em 1500, como tubaram, na Carta de Pero Vaz de Caminha, e então como tuberão, em 1721. Panã deriva do tupi panâ, "o que bate", que alude aos saltos que a espécie dá quando pescada; foi registrada em 1887 como panán. Por fim, cambeva (e suas variantes campeva, cambeba ou cambeja) deriva do tupi a'kanga, "cabeça", e + pewa, "chato, plano, liso".

## Taxonomia e filogenia
O tubarão-martelo-panã foi descrito pela primeira vez como Zygaena mokarran em 1837 pelo naturalista alemão Eduard Rüppell. O nome foi posteriormente mudado para o atual Sphyrna mokarran. A etimologia de Sphyrna é grega: sphyrna significa "martelo", enquanto mokarran é um nome árabe que significa "grande". Por muitos anos, porém, seu nome científico válido foi considerado Sphyrna tudes, que foi cunhado em 1822 por Achille Valenciennes. Em 1950, Enrico Tortonese determinou que os espécimes ilustrados por Valenciennes eram, de fato, tubarões-martelo de olhos amarelos, aos quais o nome S. tudes então se aplicava. Como o sinônimo mais antigo, Sphyrna mokarran tornou-se o nome válido do tubarão-martelo-panã. O lectotipo para esta espécie é um macho de 2,5 m de comprimento (8,2 pés) do Mar Vermelho.
|  | Sphyrna mokarran |
|  |                  |
|  | Sphyrna zygaena  |
|  |                  |

|  | Sphyrna tudes |
|  |               |
|  | Sphyrna media |
|  |               |

|  | Sphyrna tiburo |
|  |                |
|  | Sphyrna corona |
|  |                |

|  | Sphyrna tudes |
|  |               |
|  | Sphyrna media |
|  |               |

|  | Sphyrna tiburo |
|  |                |
|  | Sphyrna corona |
|  |                |

|  | Sphyrna tudes |
|  |               |
|  | Sphyrna media |
|  |               |

|  | Sphyrna tiburo |
|  |                |
|  | Sphyrna corona |
|  |                |

|  | Sphyrna tudes |
|  |               |
|  | Sphyrna media |
|  |               |

|  | Sphyrna tiburo |
|  |                |
|  | Sphyrna corona |
|  |                |

|  | Sphyrna mokarran |
|  |                  |
|  | Sphyrna zygaena  |
|  |                  |

|  | Sphyrna tudes |
|  |               |
|  | Sphyrna media |
|  |               |

|  | Sphyrna tiburo |
|  |                |
|  | Sphyrna corona |
|  |                |

|  | Sphyrna tudes |
|  |               |
|  | Sphyrna media |
|  |               |

|  | Sphyrna tiburo |
|  |                |
|  | Sphyrna corona |
|  |                |

|  | Sphyrna tudes |
|  |               |
|  | Sphyrna media |
|  |               |

|  | Sphyrna tiburo |
|  |                |
|  | Sphyrna corona |
|  |                |

|  | Sphyrna tudes |
|  |               |
|  | Sphyrna media |
|  |               |

|  | Sphyrna tiburo |
|  |                |
|  | Sphyrna corona |
|  |                |

|  | Sphyrna mokarran |
|  |                  |
|  | Sphyrna zygaena  |
|  |                  |

|  | Sphyrna tudes |
|  |               |
|  | Sphyrna media |
|  |               |

|  | Sphyrna tiburo |
|  |                |
|  | Sphyrna corona |
|  |                |

|  | Sphyrna tudes |
|  |               |
|  | Sphyrna media |
|  |               |

|  | Sphyrna tiburo |
|  |                |
|  | Sphyrna corona |
|  |                |

|  | Sphyrna tudes |
|  |               |
|  | Sphyrna media |
|  |               |

|  | Sphyrna tiburo |
|  |                |
|  | Sphyrna corona |
|  |                |

|  | Sphyrna tudes |
|  |               |
|  | Sphyrna media |
|  |               |

|  | Sphyrna tiburo |
|  |                |
|  | Sphyrna corona |
|  |                |

|  | Sphyrna mokarran |
|  |                  |
|  | Sphyrna zygaena  |
|  |                  |

|  | Sphyrna tudes |
|  |               |
|  | Sphyrna media |
|  |               |

|  | Sphyrna tiburo |
|  |                |
|  | Sphyrna corona |
|  |                |

|  | Sphyrna tudes |
|  |               |
|  | Sphyrna media |
|  |               |

|  | Sphyrna tiburo |
|  |                |
|  | Sphyrna corona |
|  |                |

|  | Sphyrna tudes |
|  |               |
|  | Sphyrna media |
|  |               |

|  | Sphyrna tiburo |
|  |                |
|  | Sphyrna corona |
|  |                |

|  | Sphyrna tudes |
|  |               |
|  | Sphyrna media |
|  |               |

|  | Sphyrna tiburo |
|  |                |
|  | Sphyrna corona |
|  |                |

|  | Sphyrna mokarran |
|  |                  |
|  | Sphyrna zygaena  |
|  |                  |

|  | Sphyrna tudes |
|  |               |
|  | Sphyrna media |
|  |               |

|  | Sphyrna tiburo |
|  |                |
|  | Sphyrna corona |
|  |                |

|  | Sphyrna tudes |
|  |               |
|  | Sphyrna media |
|  |               |

|  | Sphyrna tiburo |
|  |                |
|  | Sphyrna corona |
|  |                |

|  | Sphyrna tudes |
|  |               |
|  | Sphyrna media |
|  |               |

|  | Sphyrna tiburo |
|  |                |
|  | Sphyrna corona |
|  |                |

|  | Sphyrna tudes |
|  |               |
|  | Sphyrna media |
|  |               |

|  | Sphyrna tiburo |
|  |                |
|  | Sphyrna corona |
|  |                |

|  | Sphyrna mokarran |
|  |                  |
|  | Sphyrna zygaena  |
|  |                  |

|  | Sphyrna tudes |
|  |               |
|  | Sphyrna media |
|  |               |

|  | Sphyrna tiburo |
|  |                |
|  | Sphyrna corona |
|  |                |

|  | Sphyrna tudes |
|  |               |
|  | Sphyrna media |
|  |               |

|  | Sphyrna tiburo |
|  |                |
|  | Sphyrna corona |
|  |                |

|  | Sphyrna tudes |
|  |               |
|  | Sphyrna media |
|  |               |

|  | Sphyrna tiburo |
|  |                |
|  | Sphyrna corona |
|  |                |

|  | Sphyrna tudes |
|  |               |
|  | Sphyrna media |
|  |               |

|  | Sphyrna tiburo |
|  |                |
|  | Sphyrna corona |
|  |                |

|  | Sphyrna mokarran |
|  |                  |
|  | Sphyrna zygaena  |
|  |                  |

|  | Sphyrna tudes |
|  |               |
|  | Sphyrna media |
|  |               |

|  | Sphyrna tiburo |
|  |                |
|  | Sphyrna corona |
|  |                |

|  | Sphyrna tudes |
|  |               |
|  | Sphyrna media |
|  |               |

|  | Sphyrna tiburo |
|  |                |
|  | Sphyrna corona |
|  |                |

|  | Sphyrna tudes |
|  |               |
|  | Sphyrna media |
|  |               |

|  | Sphyrna tiburo |
|  |                |
|  | Sphyrna corona |
|  |                |

|  | Sphyrna tudes |
|  |               |
|  | Sphyrna media |
|  |               |

|  | Sphyrna tiburo |
|  |                |
|  | Sphyrna corona |
|  |                |

|  | Sphyrna mokarran |
|  |                  |
|  | Sphyrna zygaena  |
|  |                  |

|  | Sphyrna tudes |
|  |               |
|  | Sphyrna media |
|  |               |

|  | Sphyrna tiburo |
|  |                |
|  | Sphyrna corona |
|  |                |

|  | Sphyrna tudes |
|  |               |
|  | Sphyrna media |
|  |               |

|  | Sphyrna tiburo |
|  |                |
|  | Sphyrna corona |
|  |                |

|  | Sphyrna tudes |
|  |               |
|  | Sphyrna media |
|  |               |

|  | Sphyrna tiburo |
|  |                |
|  | Sphyrna corona |
|  |                |

|  | Sphyrna tudes |
|  |               |
|  | Sphyrna media |
|  |               |

|  | Sphyrna tiburo |
|  |                |
|  | Sphyrna corona |
|  |                |

Estudos mais antigos baseados na morfologia geralmente colocaram o tubarão-martelo-panã como um dos membros mais derivados de sua família, refletindo a visão tradicional de que o tamanho do cefalofólio aumentou gradualmente ao longo da evolução do tubarão-martelo-panã, mas esta visão foi refutada por análises filogenéticas que usaram o DNA nuclear e mitocondrial, descobrindo que o grande martelo e o martelo liso (S. zygaena) formam um clado que é basal para todas as outras espécies de Sphyrna. Estes resultados também mostram que os primeiros martelos a evoluírem tinham cefalópodes grandes ao invés de pequenos.

## Distribuição e habitat
O tubarão-martelo-panã habita águas tropicais em todo o mundo, entre as latitudes de 40°N e 37°S. No Oceano Atlântico, é encontrado da Carolina do Norte ao Uruguai, incluindo o Golfo do México e o Mar do Caribe, e do Marrocos ao Senegal, e ao Mar Mediterrâneo. Habita ainda ao longo da borda do Oceano Índico, e no Oceano Pacífico desde as Ilhas Léquias até a Austrália, Nova Caledônia e Polinésia Francesa, e do sul da Baixa Califórnia até o Peru. Pode viver nas proximidades da Gâmbia, Guiné, Mauritânia, Serra Leoa e Saara Ocidental, mas isto ainda não foi confirmado. É possível encontrá-los em águas costeiras a menos de um metro de profundidade, a uma distância de 80 metros (260 pés) da terra. Favorecem os recifes de coral, mas também habitam plataformas continentais, terraços de ilhas, lagoas e águas profundas próximas a terra. São migratórios; populações ao largo da Flórida e no Mar do Sul da China têm sido documentadas se aproximando dos polos no verão.

## Descrição

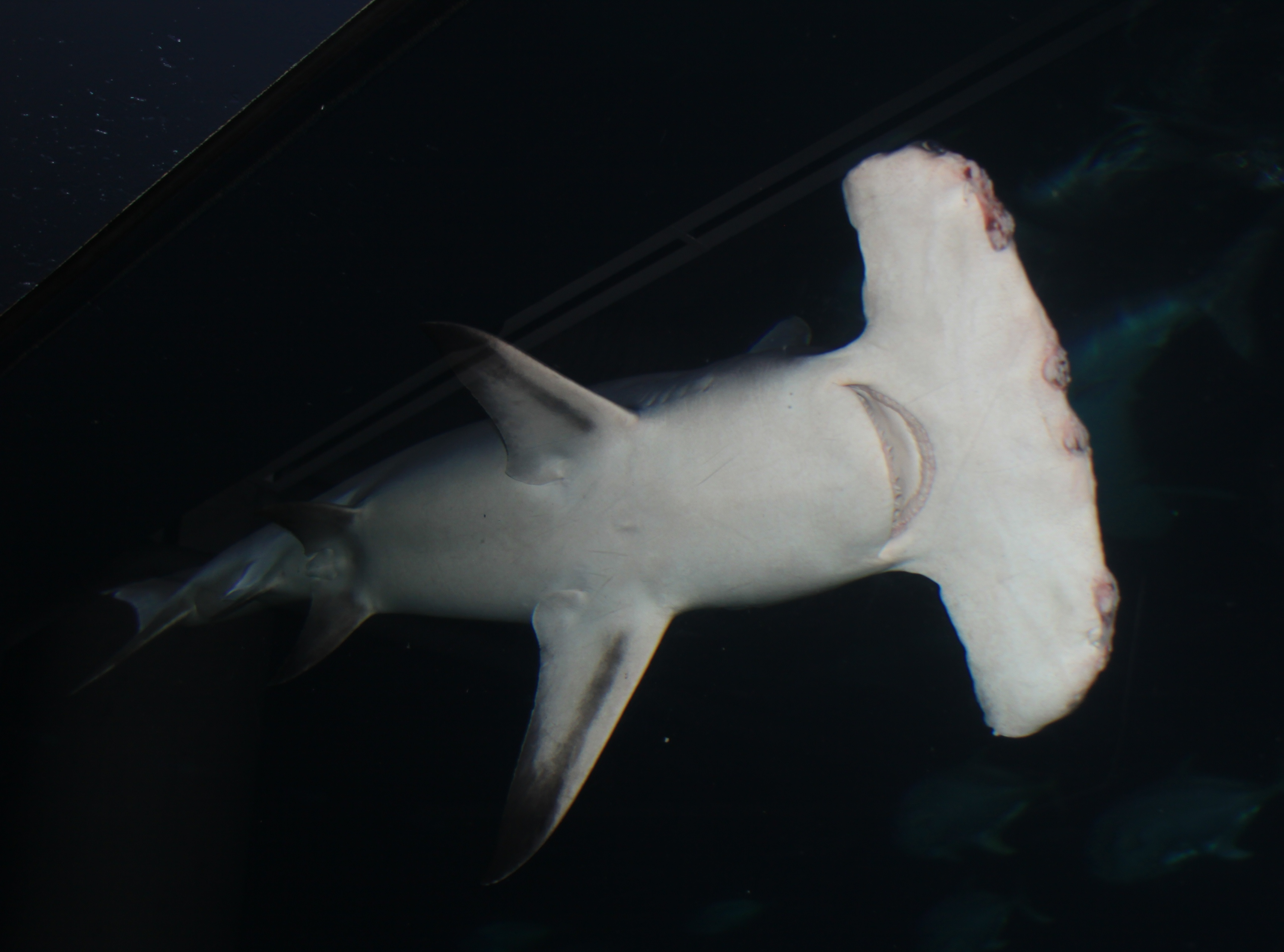
O tubarão-martelo-panã é grande, com a cabeça tendo um formato retangular. A linha da frente da cabeça desta espécie é praticamente reta, com uma depressão na parte central e leves depressões nas laterais

O corpo aerodinâmico do tubarão-martelo-panã com o cefalofólio expandido é típico dos tubarões-martelo. A espécie se diferencia dos demais pelas barbatanas pélvicas curvas, dentes com margens bastante serrilhadas e pelo formato retangular da cabeça. A linha da frente da cabeça é praticamente reta, com uma depressão na parte central e leves depressões nas laterais. A largura do cefalofólio corresponde a 23-27% do comprimento do corpo. Como os dentes são triangulares e fortemente serrilhados, tornam-se mais oblíquos em direção aos cantos da boca. Dezessete linhas de dentes estão em ambos os lados do maxilar superior, com dois ou três dentes na sínfise (linha média do maxilar), e 16-17 dentes em ambos os lados do maxilar inferior e um a três na sínfise.
A primeira barbatana dorsal é distinta, sendo muito alta e com um formato que se assemelha fortemente a uma foice, e tem origem sobre as inserções das barbatanas peitorais. A segunda barbatana dorsal e a barbatana anal são ambas relativamente grandes, com entalhes profundos nas margens traseiras. As barbatanas pélvicas possuem forma de foice com margens traseiras côncavas. A pele é coberta com dentículos dérmicos bem colocados. Cada dente tem forma diamantada, com três a cinco cristas horizontais que levam a dentes marginais em indivíduos menores, e cinco ou seis em indivíduos maiores. A cor da cabeça varia, de marrom escura a cinza claro e cor de oliva na parte superior, desbotando a branco na parte inferior. As barbatanas não são marcadas nos adultos, enquanto a ponta da segunda barbatana dorsal pode ser escura nos mais novos.
Um tubarão-martelo-panã típico mede 3,5 metros (11 pés) de comprimento e pesa mais de 230 quilos (510 libras), podendo chegar a 4,6 metros (15 pés) de comprimento e pesar 449,5 quilos (991 libras). Uma pequena porcentagem da população, a maioria ou todas as fêmeas, são muito maiores. O maior tubarão-martelo-panã já registrado tinha 6,1 metros (20 pés) de comprimento. O exemplar mais pesado conhecido é uma fêmea de 4,4 metros (14 pés) de comprimento e 580 quilos (1 300 libras) de peso, que foi capturada na costa de Boca Grande, Flórida, em 2006. Seu peso decorria do fato de estar grávida de 55 filhotes neonatais.

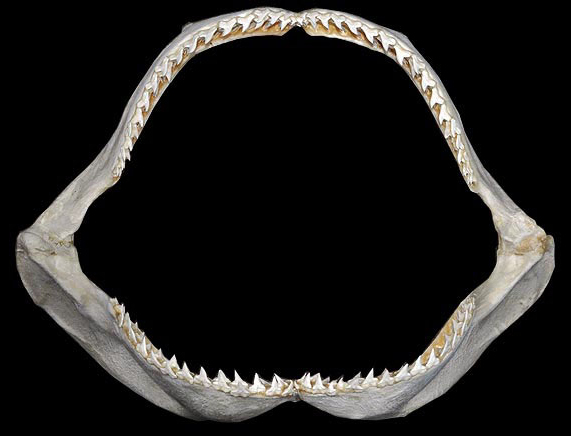
Mandíbulas
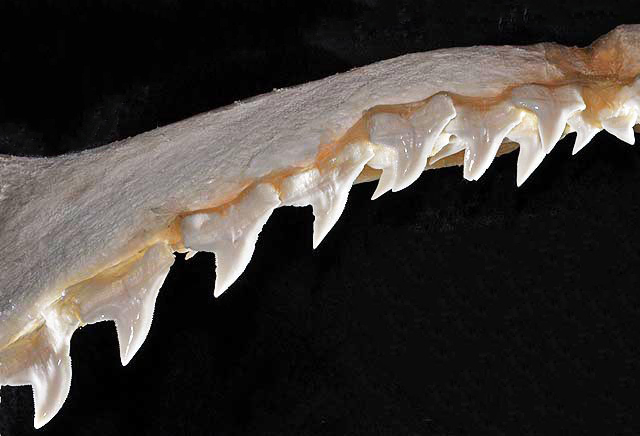
Dentes superiores
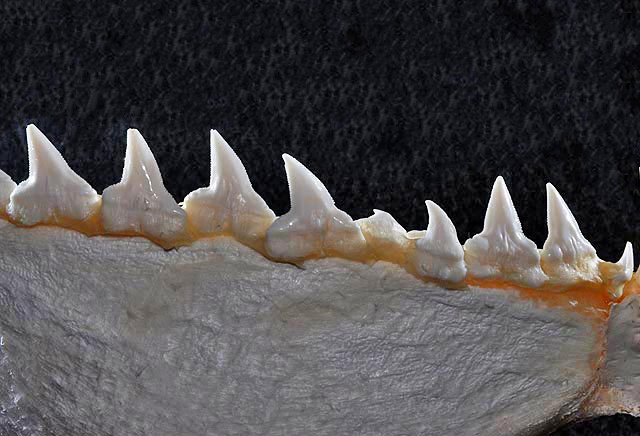
Dentes inferiores

## Biologia e ecologia
O tubarão-martelo-panã é um predador solitário e nômade. Se confrontado, pode responder com uma exposição agonística, deixando cair suas barbatanas peitorais e nadar de forma rígida ou brusca. Os mais jovens são presas de tubarões maiores, como o tubarão-cabeça-chata (Carcharhinus leucas), enquanto os adultos não têm predadores maiores, exceto as baleias assassinas (Orcinus orca), que caçam esta espécie independentemente da idade. Os valetes-amarelos (Carangoides bartholomaei) têm sido vistos se esfregando nos flancos do tubarão-martelo-panã, possivelmente para se livrar de parasitas. Cardumes de peixes-piloto (Naucrates ductor) às vezes acompanham o tubarão-martelo-panã. A espécie é parasitada por várias espécies de copépodes, incluindo Alebion carchariae, A. elegans, Nesippus orientalis, N. crypturus, Eudactylina pollex, Kroyeria gemursa e Nemesis atlantica.

### Alimentação

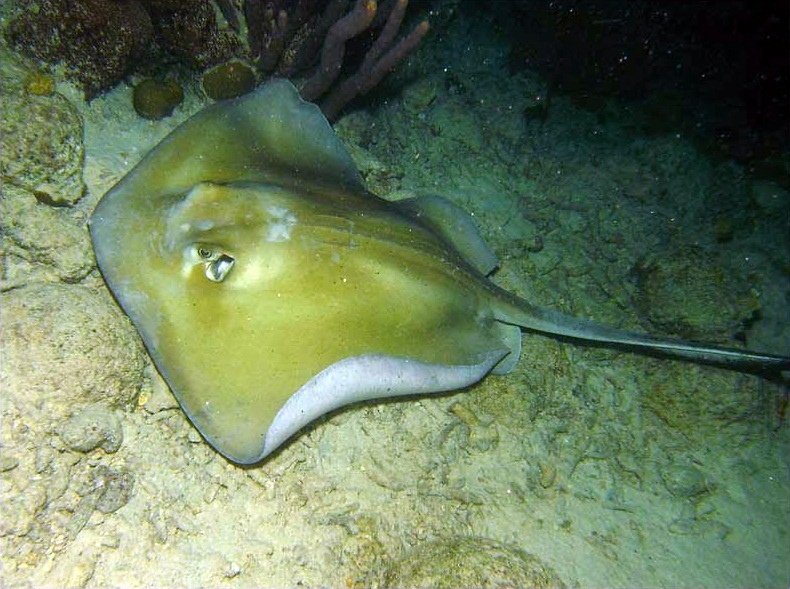
As arraias são uma presa favorecida do tubarão-martelo-panã

O tubarão-martelo-panã é um predador ativo com uma dieta variada, sendo que suas presas conhecidas incluem invertebrados como caranguejos, lagostas, lulas e polvos; peixes ósseos como tarpões, sardinhas, ariídeos, esparídeos, roncadores, carangídeos, cienídeos, garoupas, pleuronectiformes, ostraciídeos, diodontídeos; e tubarões menores. No Atol de Rangiroa, atacam oportunisticamente o tubarão-cinzento-dos-recifes (Carcharhinus amblyrhynchos). A espécie é conhecida por ser canibalista. Na Formação Gatun do Panamá, dentes fósseis pertencentes ao tubarão-martelo-panã sugerem que a espécie alimentava-se de megalodontes mais novos, assim como do extinto tubarão Hemipristis serra, com o qual já foi contemporâneo.
O tubarão-martelo-panã é um predador superior entre os tubarões, e são especialistas em se alimentar de outros tubarões, arraias e rajídeos. As espinhas venenosas das arraias são frequentemente encontradas alojadas dentro de sua boca e não parecem incomodar o tubarão, pois um espécime capturado fora da Flórida tinha 96 espinhas dentro e ao redor de sua boca. O tubarão-martelo-panã caça principalmente ao amanhecer ou ao entardecer, balançando a cabeça em ângulos largos sobre o fundo do mar para captar as assinaturas elétricas das arraias enterradas na areia, através de numerosos órgãos de eletrorrecepção localizados na parte inferior do cefalofólio. O cefalofólio também serve como um hidrofólio que permite que o tubarão se vire rapidamente e atinja uma arraia uma vez que detectada. Fora da Flórida, o tubarão-martelo-panã é frequentemente o primeiro a alcançar as linhas de tubarões atacados, sugerindo um olfato particularmente apurado.
Outra função do cefalofólio foi sugerida após a observação de um tubarão-martelo-panã atacando uma arraia-do-sul (Dasyatis americana) nas Bahamas; o tubarão primeiro derrubou a arraia para o fundo do mar com um poderoso golpe de cima, e depois a prendeu com sua cabeça enquanto girava para dar uma grande mordida de cada lado do disco de barbatanas peitorais da arraia. Isto efetivamente aleijou a arraia, que depois foi recolhida nas mandíbulas e serrada com rápidos abanões da cabeça. O tubarão-martelo-panã também foi visto atacando uma raia-pintada (Aetobatus narinari) em águas abertas, dando uma mordida maciça em uma de suas barbatanas peitorais. A arraia ficou consequentemente incapacitada, e o tubarão mais uma vez usou sua cabeça para prendê-la ao fundo e se movimentou para levar a arraia em suas mandíbulas de cabeça para baixo. Estas observações sugerem que o tubarão-martelo-panã procura incapacitar as arraias com a primeira mordida, uma estratégia semelhante à do grande tubarão-branco (Carcharodon carcharias), e que seu cefalofólio é uma adaptação para o manuseio de presas.

### Nado e conservação de energia
Um estudo de 2016 de exemplares registrados com acelerômetros mostrou que o tubarão-martelo-panã reduz o arrasto e diminui o gasto de energia nadando de lado em uma postura denominada "natação rolada". O tubarão usa sua nadadeira dorsal muito grande para ajudar a alcançar a elevação, um hábito que já havia sido notado em espécimes cativas, e pode passar até 90% de seu tempo neste modo de natação. Pensa-se que a técnica economiza cerca de 10% em custos de arrasto e, consequentemente, de movimentação.

### Histórico de vida

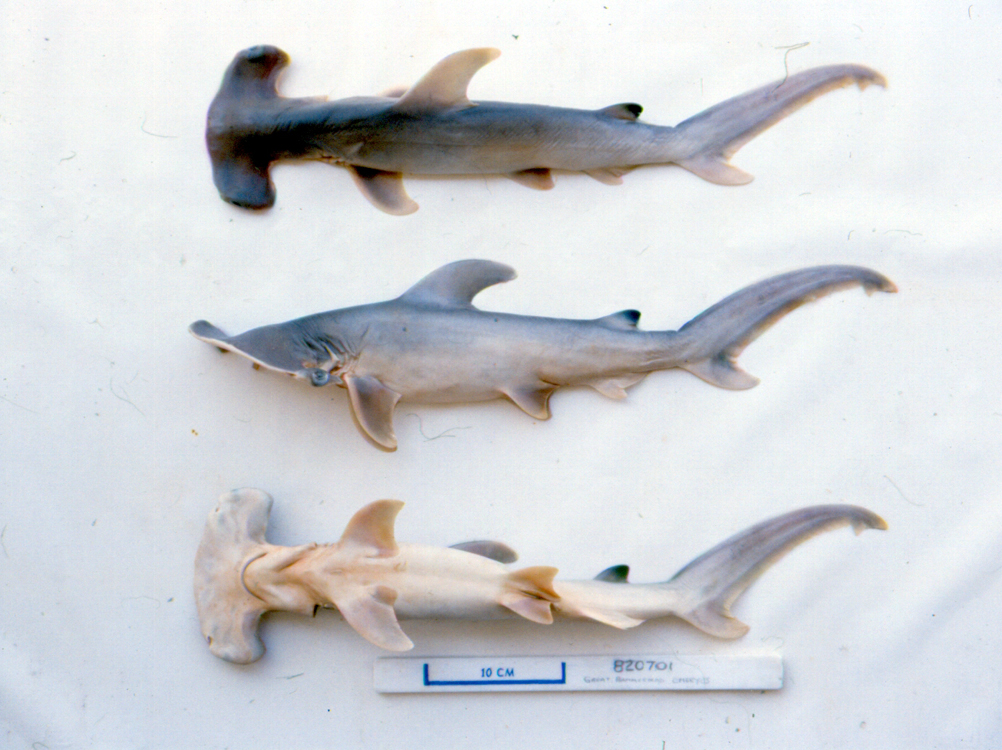
O tubarão-martelo-panã é conectado à mãe por uma placenta durante a gestação

Como com outros tubarões-martelo, o tubarão-martelo-panã é vivíparo; como durante a gestação utilizam, para fins de desenvolvimento, o suprimento de vitelo, o saco vitelino é transformado em uma estrutura análoga a uma placenta dos mamíferos. Ao contrário da maioria dos outros tubarões, que acasalam no fundo do mar ou perto dele, o tubarão-martelo-panã foi observado acasalando perto da superfície. Em um relato das Bahamas, um par que estava acasalando subiu enquanto nadavam ao redor um do outro, acasalando quando chegaram à superfície. As fêmeas procriam uma vez a cada dois anos, dando à luz do final da primavera ao verão no hemisfério norte e de dezembro a janeiro em águas australianas. O período gestacional é de 11 meses. O tamanho da ninhada varia de seis a 55 filhotes, com 20-40 sendo a quantidade típica. As crias medem 50–70 centímetros (20–28 polegadas) ao nascer; os machos atingem a maturidade quando atingem 2,3–2,8 metros (7,5–9,2 pés) de comprimento e 51 quilos (110 libras), e as fêmeas com 2,5–3,0 metros (8,2–9,8 pés) de comprimento e 41 quilos (90 libras) de peso. Os jovens diferem dos adultos por terem uma margem frontal arredondada na cabeça. A duração de vida típica desta espécie é de 20-30 anos; o recorde foi registrado em Boca Grande, de um tubarão-martelo-panã fêmea cuja idade foi estimada em 40-50 anos.

## Interações com humanos

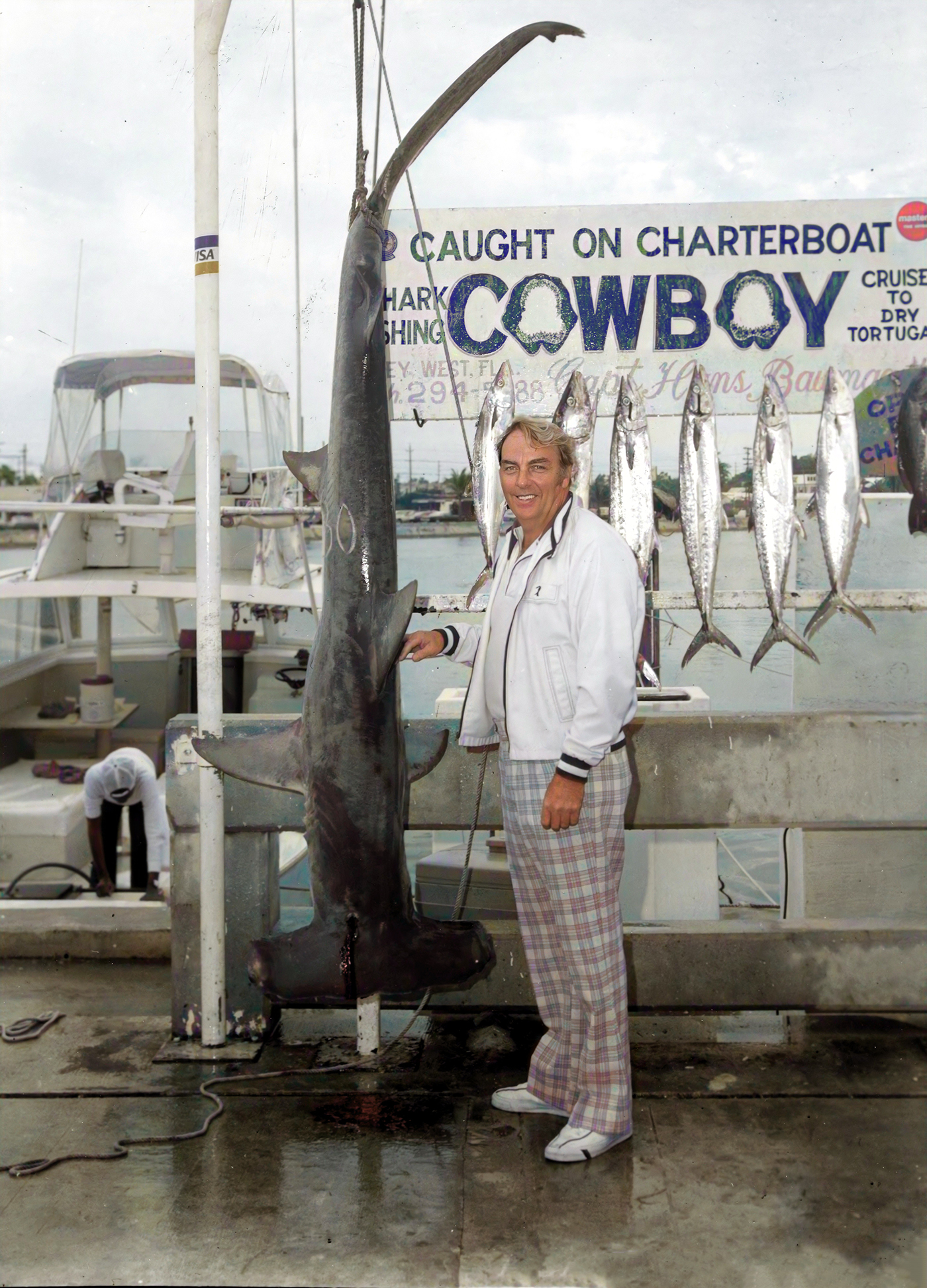
Um tubarão-martelo-panã capturado por um pescador esportivo. A exploração humana ameaça a sobrevivência desta espécie

Com seu grande tamanho e dentes cortantes, o tubarão-martelo-panã pode ferir seriamente um humano, portanto, deve-se ter cautela ao seu redor. Esta espécie tem a reputação (possivelmente imerecida) de ser agressiva e de ser o mais perigoso dos tubarões-martelo. Mergulhadores submarinos relataram que o tubarão-martelo-panã tende a ser tímido ou não reativo para com os humanos. Relatos foram feitos de exemplares se aproximando de mergulhadores e até mesmo os carregam quando entram na água pela primeira vez. Até 2012, o International Shark Attack File listou 37 ataques, dos quais 17 não foram provocados e nenhum fatal atribuíveis a tubarões-martelo do gênero Sphyrna. Devido à dificuldade em identificar as espécies envolvidas, quantos foram causados pelo tubarão-martelo-panã é incerto. Foi confirmado somente um ataque (provocado) cometido por este tubarão.
O tubarão-martelo-panã é regularmente capturado tanto comercialmente quanto recreacionalmente nos trópicos, com o uso de palangres, redes de fundo fixas, anzóis e redes de arrasto. Embora a carne seja raramente consumida, suas barbatanas estão se tornando cada vez mais valiosas devido à demanda asiática por sopa de barbatanas de tubarão. Além disso, sua pele é utilizada para o couro, seu óleo de fígado para vitaminas e suas carcaças para farinha de peixe. Também é alvo involuntariamente como captura acessória e sofre uma mortalidade muito alta, correspondendo a mais de 90% para a pesca no noroeste do Atlântico e no Golfo do México. O enredamento em redes de tubarões ao redor das praias australianas e sul-africanas é outra fonte de mortalidade.
Em Queenslândia, os pescadores recreativos australianos estão proibidos de pegar qualquer espécie de tubarão-martelo. Nas outras jurisdições do norte da Austrália (Território do Norte e Austrália Ocidental), é permitido o direcionamento recreativo e a captura do tubarão-martelo-panã.

## Estado de conservação
A espécie é extremamente vulnerável à pesca predatória devido a sua baixa abundância geral e longo tempo de gestação. A avaliação de seu estado de conservação é difícil, já que poucos pescadores separam o tubarão-martelo-panã de outros tubarões-martelo em suas capturas relatadas.
O tubarão-martelo-panã foi considerada uma espécie em perigo crítico pela lista vermelha da União Internacional para a Conservação da Natureza (UICN / IUCN). Está ameaçada no noroeste Atlântico e no Golfo do México, onde, embora não seja uma espécie visada, as populações caíram 50% desde os anos 1990 devido à captura acessória. Também está em perigo de extinção no sudoeste do Oceano Índico, onde um grande número de navios palangreiros operam ilegalmente ao longo da costa, buscando a captura da espécie e do Rhynchobatus djiddensis. Sua taxa de captura no Oceano Índico diminuiu 73% de 1978 a 2003, embora seja incerto se estes representam depleções localizadas ou generalizadas. Está gravemente ameaçado ao longo da costa ocidental da África, onde houve um declínio estimado de 80% nos últimos 25 anos.
A Comissão Sub-Regional de Pesca da África Ocidental (SRFC) reconheceu o tubarão-martelo-panã como uma das quatro espécies mais ameaçadas na região, embora a pesca continue sem monitoramento e sem regulamentação. Fora do norte da Austrália, foi avaliada como espécie deficiente de dados, mas com "alto risco". A preocupação com o aumento substancial da pesca ilegal, não declarada e não regulamentada, reflete o valor crescente das barbatanas deste tubarão.
Nenhuma medida de conservação especificamente para proteger o tubarão-martelo-panã foi promulgada. A espécie encontra-se listada no Anexo I, Espécies Altamente Migratórias, da Convenção das Nações Unidas sobre o Direito do Mar, embora nenhum esquema de gerenciamento tenha sido implementado no âmbito deste acordo. A proibição da remoção das barbatanas de tubarão por países e entidades supranacionais como Estados Unidos, Austrália e União Europeia, e órgãos reguladores internacionais como a Comissão Internacional para a Conservação dos Tunídeos do Atlântico, deve reduzir a pressão da pesca da espécie.
De acordo com um estudo realizado em janeiro de 2021 pela revista Nature, que estudou 31 espécies de tubarões e arraias, o número dessas espécies encontradas em mar aberto havia caído 71% em cerca de 50 anos. O tubarão-martelo-panã foi incluído no estudo. Está listado no apêndice II da Convenção sobre o Comércio Internacional das Espécies Silvestres Ameaçadas de Extinção (CITES).
No Brasil, a espécie consta em várias listas de conservação: em 2007, foi classificado como vulnerável na Lista de espécies de flora e fauna ameaçadas de extinção do Estado do Pará; em 2014, com a rubrica de dados insuficientes no Livro Vermelho da Fauna Ameaçada de Extinção no Estado de São Paulo; em 2017, como em perigo na Lista Oficial das Espécies da Fauna Ameaçadas de Extinção do Estado da Bahia; em 2018, como em perigo no Livro Vermelho da Fauna Brasileira Ameaçada de Extinção do Instituto Chico Mendes de Conservação da Biodiversidade (ICMBio); e como em perigo crítico no anexo três (peixes) da Lista Oficial da Fauna Brasileira Ameaçada de Extinção da Portaria MMA Nº 148, de 7 de junho de 2022